# 프란시스코 피사로

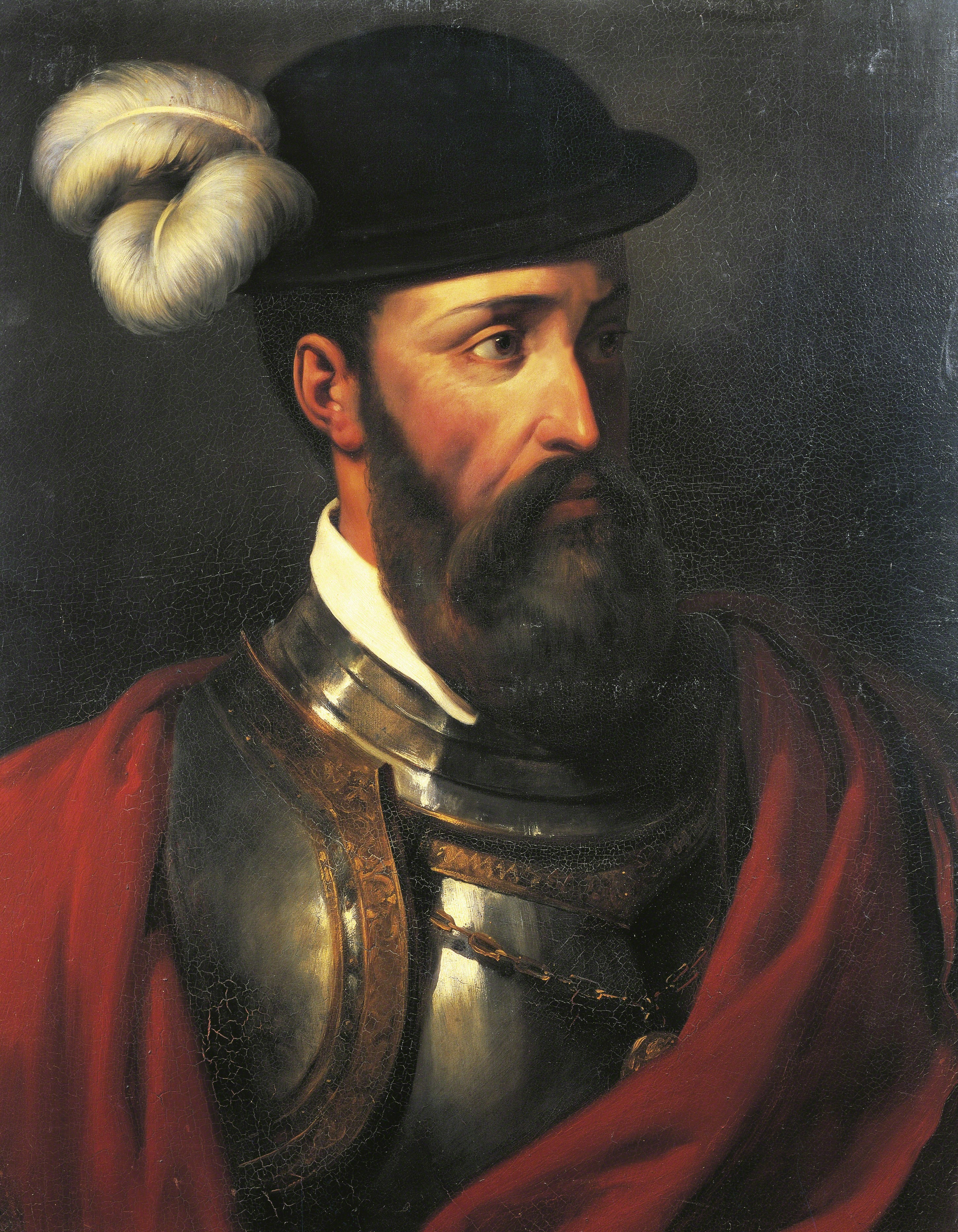
프란시스코 피사로

프란시스코 피사로 곤살레스(스페인어: Francisco Pizarro González, 1471년 또는 1476년 ~ 1541년 6월 26일)는 스페인의 콩키스타도르이다. 잉카 제국을 정복하였으며, 현재 페루의 수도인 리마의 건설자이다.

## 어린 시절
피사로는 스페인의 에스트레마두라의 트루히요에서 태어났다. 그는 육군 장교였던 아버지와 도시 빈민층 어머니 사이에서 태어난 사생아 출신이며, 아스텍 제국을 멸망시킨 에르난 코르테스와 6촌이다. 그가 언제 태어났는지는 불명확하지만, 대략 1470년대 정도에 태어났을 것으로 추정한다. 그의 아버지가 아들의 교육에 큰 관심이 없었기 때문에, 피사로는 죽을 때까지 문맹으로 살게 되었다.
피사로는 1509년 11월에 신대륙, 즉 아메리카 대륙의 현재 콜롬비아가 있는 지역으로 항해하였다. 그는 그 곳에서 식민지를 개척하려 하였으나, 기후와 질병 등으로 인해 결국 식민지 사업을 포기하고 본국으로 돌아오게 된다. 그는 스페인으로 돌아온 이후, 한동안 거리를 전전하다 1513년에 또다시 항해단에 입단하여 바다로 나아가게 된다.

## 정복자
1509년 11월에 피사로는 알론소 데 오제다가 이끄는 선단에 합류하여 현재에 콜롬비아로 항해했고, 1513년에는 바스코 발보아의 선단에 합류하여 최초로 태평양을 바라본 유럽인들 중 한 명이 되기도 하였다. 그는 이러한 모험을 통하여 식민지의 총독과 가까운 사이가 되게 되었고, 같은 해에 그는 원주민들과 가축들을 관리하는 직을 맡게 되었다. 나중에 총독이 발보아를 점차 싫어하게 되고, 마침내 제거해야겠다는 계획을 짠 후, 그는 피사로에게 발보아를 직접 체포하여 데려오라고 명한다. 피사로는 그를 그대로 체포하여 끌어왔고, 발보아는 1519년 1월에 사형당한다. 한편 피사로는 총독에 대한 충성심을 인정받아, 당시 막 지어지고 있던 파나마시티의 시장직과 행정관 자리까지 올라갈 수 있게 된다.
한편, 에르난도 코르테스가 멕시코에서 아즈텍 제국을 정복했다는 소식은 피사로에게 큰 관심을 갖게 했고, 그는 남쪽에 있다는 황금의 나라를 찾아 원정대를 꾸리게 된다. 그는 1524년과 1526년에 각각 한 번씩 원정대를 만들어 남아메리카 지역으로 향했는데, 고질적인 기후 문제와 향토병 때문에 어쩔 수 없이 후퇴해야만 했다.
상황이 이렇게 되자, 파나마의 총독은 그를 다시 불러들이려고 하지만, 피사로는 이를 거부했고 모험을 계속해나갔다. 그는 끊임없이 남하했고, 1528년 4월에 북부 페루 지방까지 진출하여 그 곳의 원주민들과 황금을 발견하게 된다. 이 발견은 그에게 세 번째 원정을 나서겠다는 열망을 심어주었고, 이후 피사로는 곧바로 파나마로 돌아가 총독에게 지원과 함께 새로운 원정단 조직을 요청한다. 하지만 총독이 이를 받아들이지 않자, 피사로는 스페인으로 향해 국왕 카를로스 1세를 직접 설득하려 나선다. 그의 계획은 대단히 성공적이어서, 그는 지원부대 뿐만 아니라 그가 점령하는 땅에 대한 지배권까지도 일부 손에 넣게 된다. 그는 이후 그의 가족들과 친구들까지 모두 불러모은 후 1530년에 파나마를 떠난다.
해안가에는 워낙 호전적이거나 이방인들을 적대하는 세력들이 많았기 때문에, 피사로와 그 일행은 내륙을 통해 점차 식민지를 개척하기 시작한다. 그는 결국 잉카 제국이 다스리던 영토까지 들어가게 되고, 당시 잉카 제국의 황제였던 아타우알파는 피사로가 그의 영토에 감히 침범하는 것을 용납하지 않았으나, 1532년 11월에 피사로 일행에 의해 포로로 잡히게 되며 상황이 역전되고 말았다. 아타우알파는 피사로에게 방에 가득 들어찰만큼의 황금을 주는 조건으로 자신을 살려줄 것을 빌었고, 또 실제로도 그렇게 하였으나 1533년에 피사로에 의해 사형당하고 만다. 1535년 1월에 그는 현재 페루의 수도 리마를 세웠으며 이를 자신의 최대 업적으로 평가했다. 한편, 피사로는 그와 함께 잉카 정복에 나섰던 일행 중 하나인 디에고 알마그로와 내분이 일어나게 되면서 결국 전투까지 치르게 되고, 여기서 패배한 디에고 알마그로는 포로로 잡혀 사형당했다. 이후 이에 앙심을 품은 알마그로의 아들이 1541년 6월에 피사로를 리마에서 살해함으로서 파란만장했던 생애도 끝나게 된다. 그의 유해는 리마 대성당에 묻혔다.